# جرج اس. کافمن
جرج اس. کافمن (انگلیسی: George S. Kaufman؛ ‏ ۱۶ نوامبر ۱۸۸۹ – ۲ ژوئن ۱۹۶۱) یک فیلم‌نامه‌نویس اهل ایالات متحده آمریکا بود. 
از فیلم‌ها یا مجموعه‌های تلویزیونی که وی در آن‌ها نقش داشته است، می‌توان به مرا ستاره کن، اراذل و اوباش و  به خانه خوش آمدی اشاره نمود.